# Bad Lippspringe
Bad Lippspringe is een stad en gemeente in de Duitse deelstaat Noordrijn-Westfalen, gelegen in de Kreis Paderborn. De gemeente telt 16.408 inwoners (31 december 2020) op een oppervlakte van 50,95 km².

## Partnersteden
- Templin, in de Duitse deelstaat Brandenburg, sinds 1989.
- Newbridge (Ierland), in het Ierse graafschap County Kildare, sinds 1997.

## Afbeeldingen

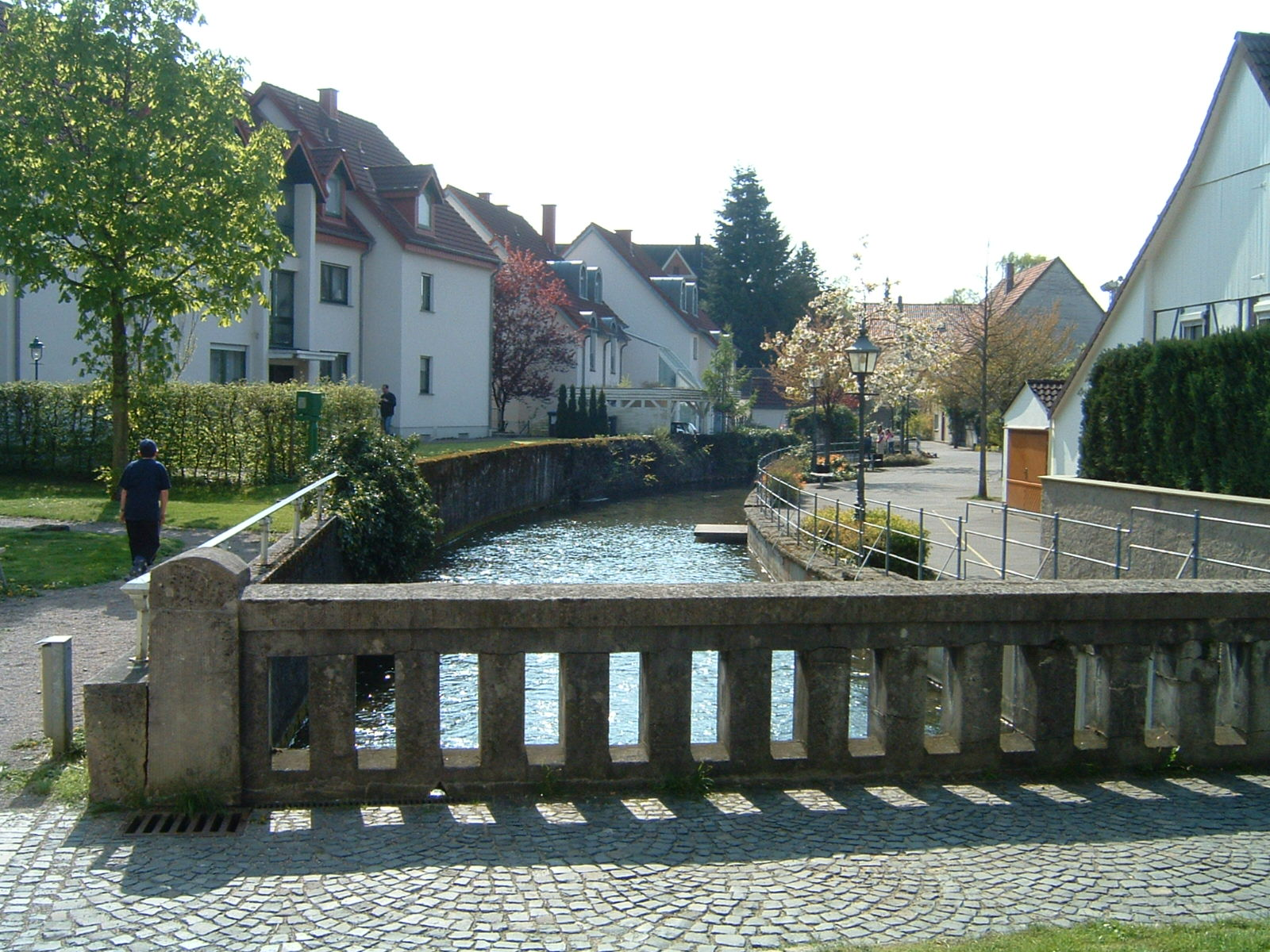
De Lippe
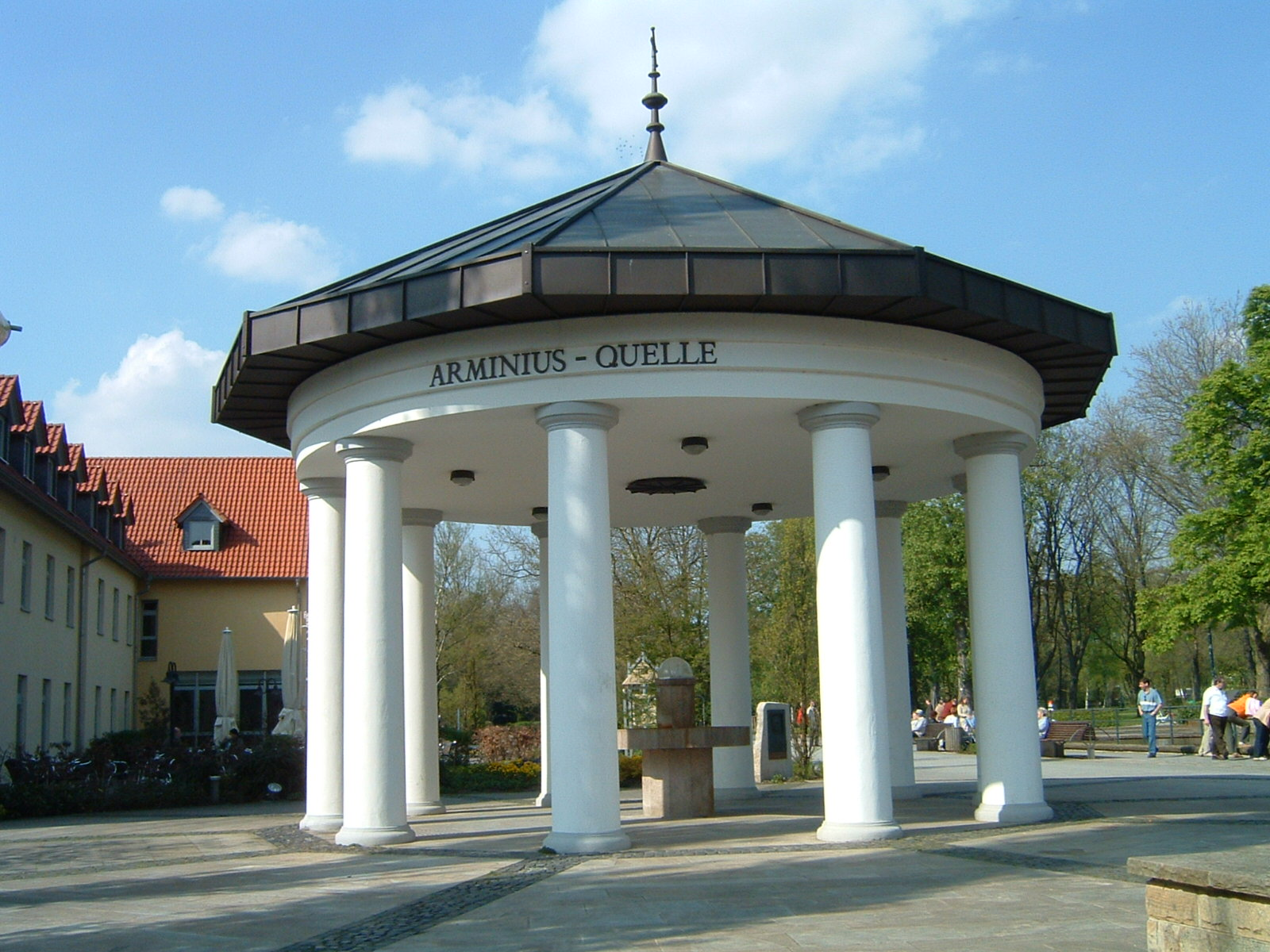
Arminiusbron
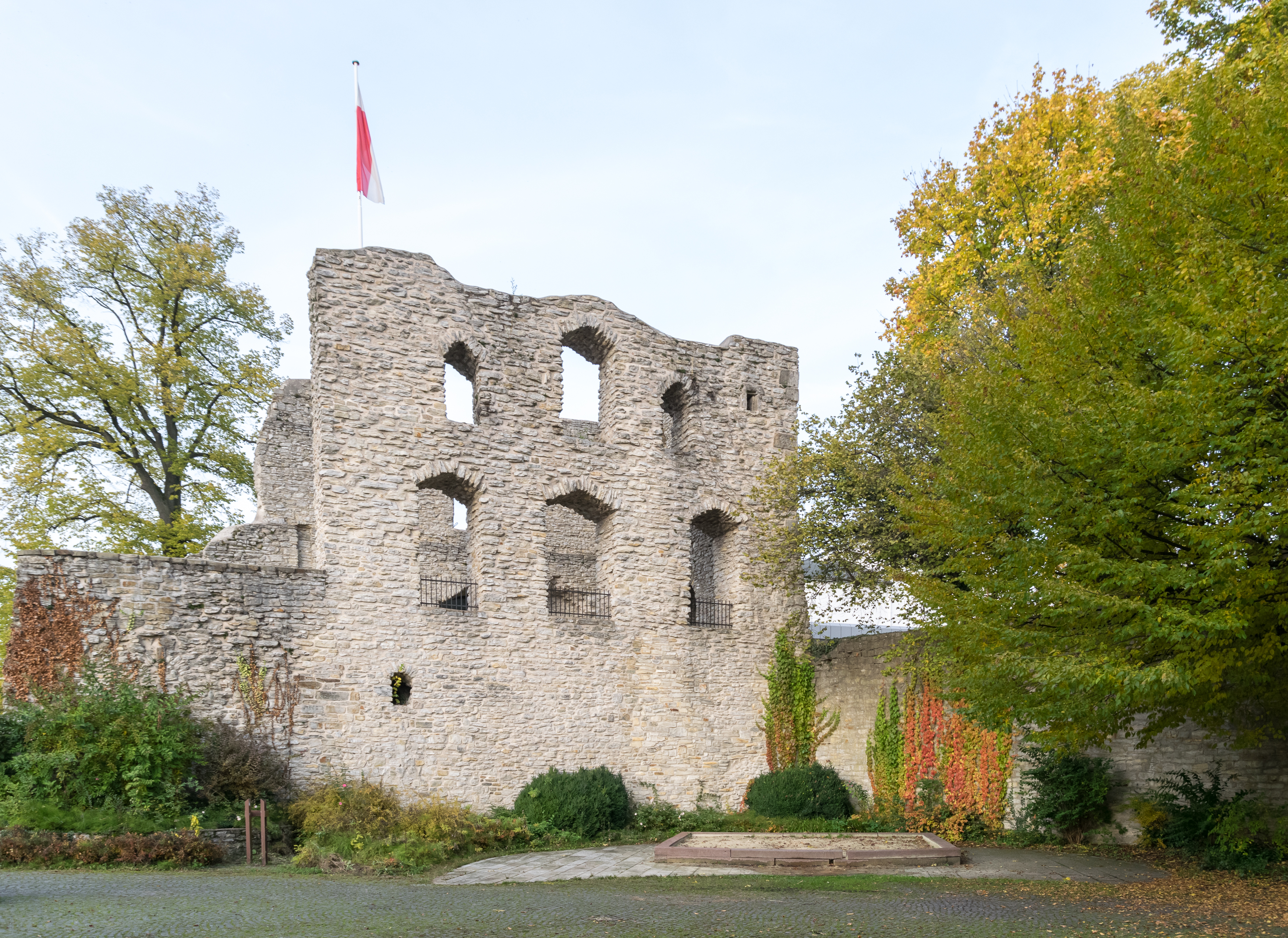
Burg Lippspringe
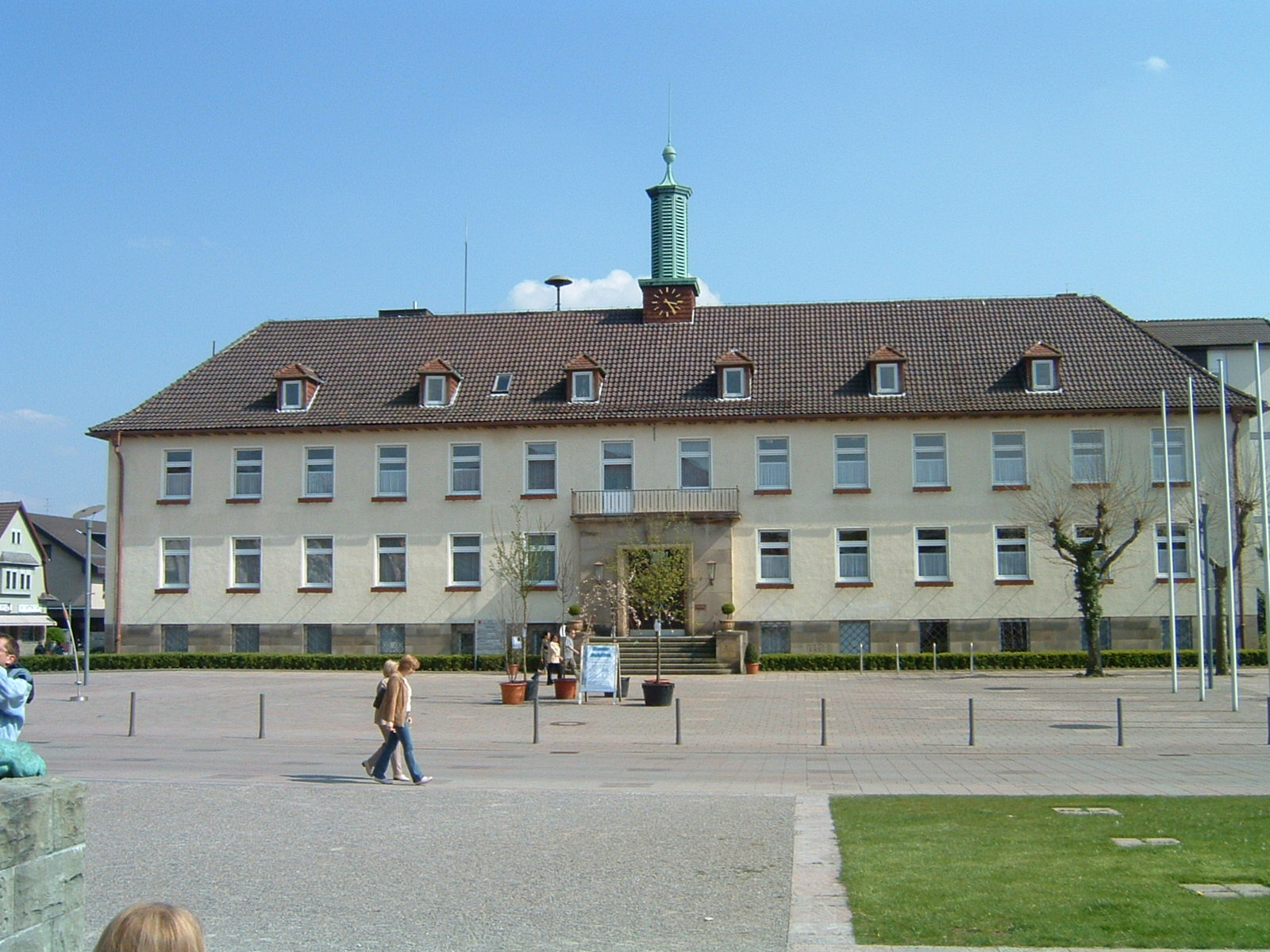
Gemeentehuis